# Gabrijel Rodić
Gabrijel barun Rodić (njemački: Gabriel Joseph Freiherr von Rodich) (Gvozd, 13. prosinca 1812. – Beč, 21. svibnja 1890.), hrvatski plemić, vojskovođa i visoki državni dužnosnik u Habsburškoj Monarhiji. Tijekom pedesetgodišnje vojničke karijere stekao je visoki generalski čin s tri zvjezdice, generala topništva.

## Životopis
Punim imenom Gabrijel Josip Rodić rođen je 13. prosinca 1812. u tadašnjem Vrginmostu (danas Gvozd u Sisačko-moslavačkoj županiji, podno planine koja se nekad zvala Gvozd, a nakon bitke u kojoj je poginuo posljednji hrvatski kralj narodne krvi Petar Svačić preimenovanoj po njemu u Petrovu goru), u časničkoj obitelji srpskog podrijetla. Već s 14 godina postao je kadet 54. pješačke pukovnije u Grazu, a 1. siječnja 1831. dobio je čin zastavnika.
Godine 1833. dolazi u 1. bansku krajišku pješačku pukovniju, gdje uskoro stječe čin potporučnika, da bi 1840. bio promaknut u natporučnika, a 1844. imenovan brigadnim pobočnikom. Pokazavši se sposobnim i vještim u vojničkom pozivu, promijenivši u 15-ak godina nekoliko vojnih postrojbi, stalno je napredovao, pa je 12. rujna 1848. dobio čin satnika, postavši nešto ranije član stožera hrvatskog bana Josipa Jelačića.   
Kao pripadnik Hrvatsko-slavonske vojske, pod glavnim zapovjedništvom bana Jelačića, sudjelovao je u mnogim bitkama u Ugarskoj tijekom revolucionarne 1848. godine, kao što su Bitka kod Pákozda, Bitka kod Schwechata i druge. Vrlo brzo došla su i nova promaknuća, u čin bojnika već 14. prosinca 1848., u čin potpukovnika 24. prosinca 1849., a u čin pukovnika 12. rujna 1851. U međuvremenu je, dana 9. kolovoza 1849., postao Jelačićev osobni pobočnik, a krajem 1852. postavljen je za zapovjednika novoosnovane banove 46. pješačke pukovnije. U studenom 1850. dobio je od cara i kralja Franje Josipa I. plemićki naslov viteza.    
1. ožujka 1859. unaprijeđen je u čin general bojnika i prebačen na službu u Dalmaciju (najprije u Dubrovnik, a zatim u Kotor), krajem 1862. prelazi u Italiju (Vicenza), a potom za zapovjednika brigade u Temišvar. Već prije toga, 8. ožujka 1860., zbog velikih zasluga, dodijeljen mu je naslov baruna. Na početku Austrijsko-pruskog rata 1866. godine nalazi se u stožeru V. korpusa, koji je ratovao na području Italije. Preuzevši nedugo potom i samo zapovjedništvo V. korpusa, dao je značajan doprinos pobjedi habsburške carske vojske u Bitki kod Custoze 24. lipnja 1866. Za vojne je zasluge tada odlikovan Viteškim križem Vojnog reda Marije Terezije (3.klase), te 30. kolovoza 1866. promaknut u čin podmaršala. 
Po završetku Austrijsko-pruskog rata prekomandiran je u poljski Krakov, a početkom 1869. u erdeljski Sibiu (danas u Rumunjskoj). Krajem iste godine vraća se u Hrvatsku, i to na mjesto vojnog zapovjednika Dalmacije, tada habsburške krunske zemlje. U to je vrijeme izbila pobuna u Boki kotorskoj, koju je Rodić uspio smiriti. Nešto ranije, dana 1. veljače 1869. postao je kraljevski tajni savjetnik, a 22. kolovoza 1870. imenovan je guvernerom Kraljevine Dalmacije. Na toj je dužnosti bio do potkraj 1881., kada, poslije pedeset godina službovanja, odlazi u mirovinu.
Najviši vojni čin u karijeri stekao je 23. travnja 1873., kada postaje general topništva (njemački: Feldzeugmeister). Pred kraj aktivne vojne službe, 1878. godine, značajno je i uspješno sudjelovao je u austrijskom zaposjedanju Bosne i Hercegovine, zapovijedavši pričuvnom 18. pješačkom divizijom. Nakon umirovljenja preselio se u Beč, gdje mu je 1885. predano vlastoručno od strane Franje Josipa I. napisano imenovanje za doživotnog člana Gornjeg doma Carevinskog vijeća. U tom svojstvu umro je u Beču 21. svibnja 1890. 

## Odlikovanja
Gabrijel Rodić je tijekom života, osim već spomenutim Viteškim križem Vojnog reda Marije Terezije, odlikovan za svoje vojne zasluge nizom drugih odlikovanja, pa je među ostalima dobio Viteški križ Reda Leopolda 3. klase (1848.), Križ za vojne zasluge, Red željezne krune 3. klase (1859.), Red željezne krune 1. klase (1871.) i Veliki križ Reda Leopolda (1875.). 
| Viteški križ Reda Leopolda (3. klase) | Red željezne krune 3. klase | Viteški križ Vojnog reda Marije Terezije (3.klase) |

## Vanjske poveznice
- Gabrijel Rodić – nositelj najviših habsburških odlikovanja  Arhivirana inačica izvorne stranice od 13. svibnja 2008. (Wayback Machine)
- General Rodić – protagonist habsburške politike[neaktivna poveznica]
- Gabrijel Rodić uspješno je smirio bokeljsku pobunu 1870. godine[neaktivna poveznica]
- Povjesničar Ljudmil Hauptmann o dnevnicima generala Rodića (iz Historijskog zbornika iz 1976.g.)  Arhivirana inačica izvorne stranice od 4. ožujka 2016. (Wayback Machine)